# Palco reale

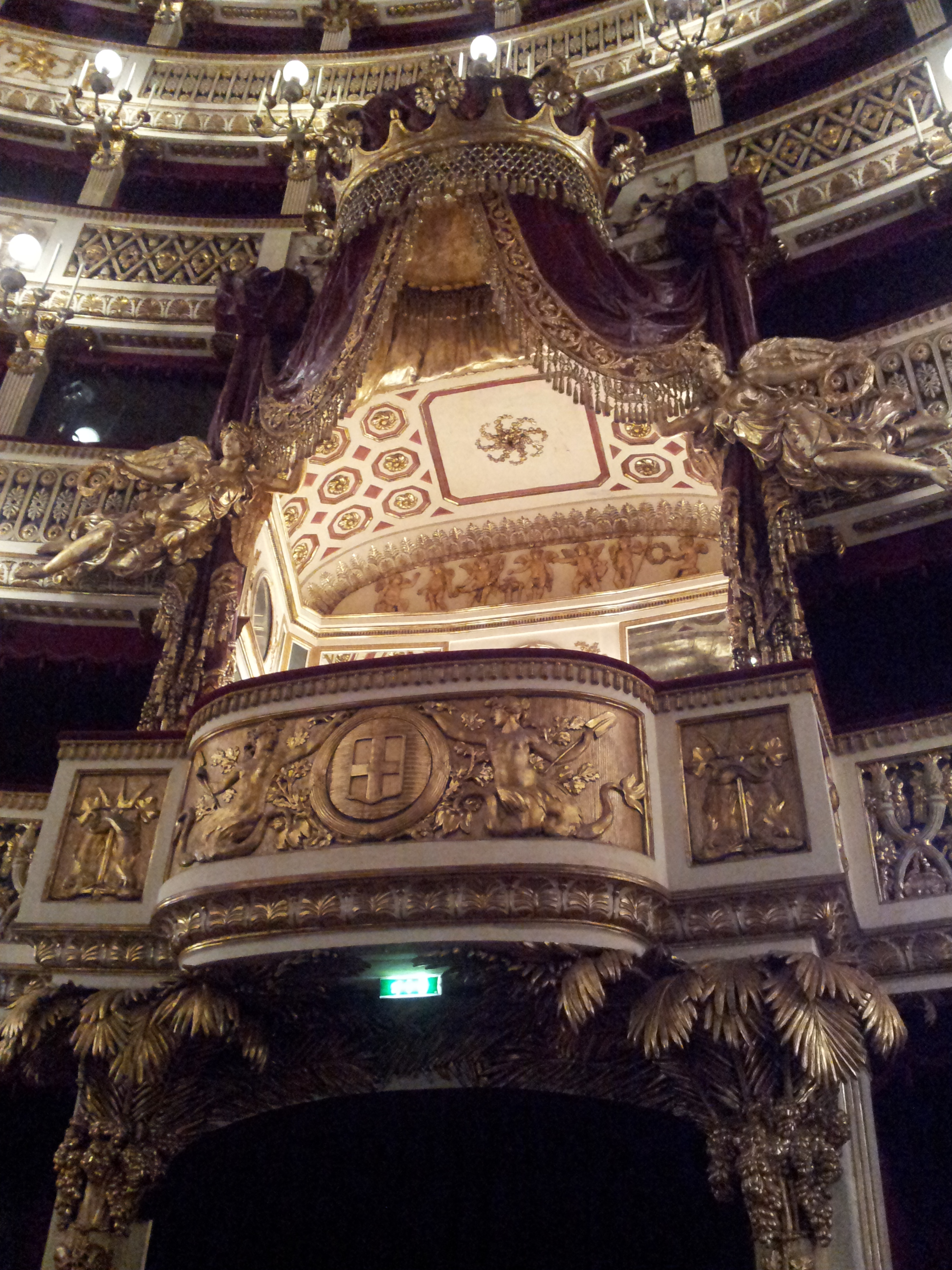
Il palco reale del San Carlo di Napoli

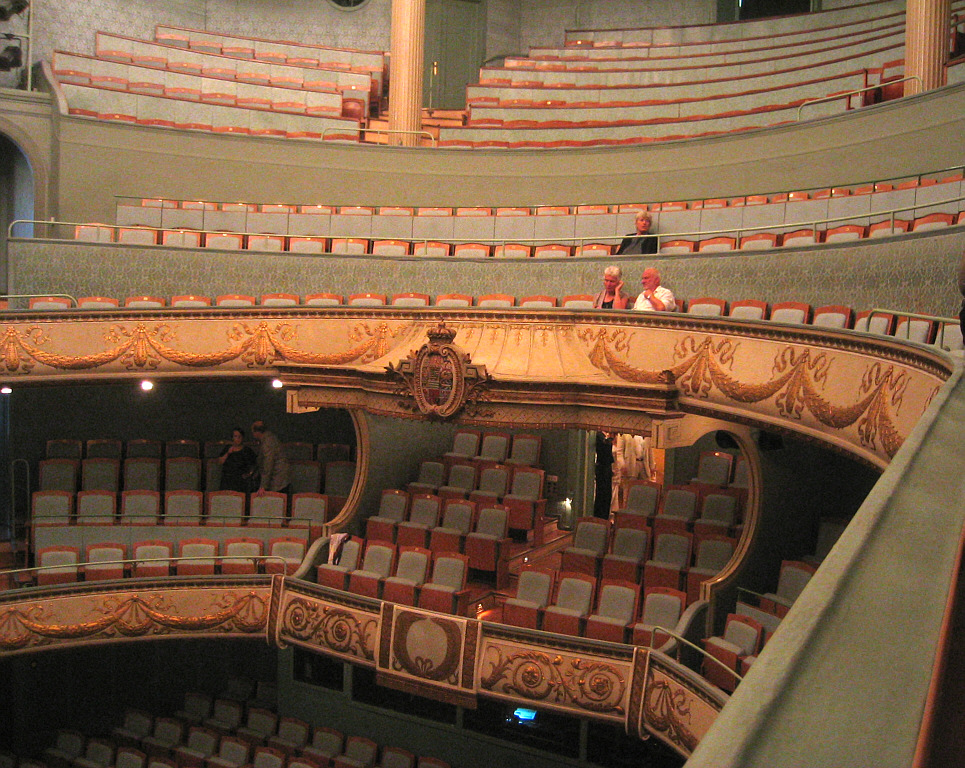
Moderno riutilizzo di un palco reale, con trasformazione dello stesso in galleria per il pubblico (Teatro di Meiningen)

Il palco reale è un particolare tipo di palco presente in quei teatri costruiti secondo la logica del teatro all'italiana, una particolare consuetudine nell'architettura teatrale occidentale che imponeva la divisione dello spazio per gli spettatori in palchi. 
Posto frontalmente al palcoscenico, è di norma situato sopra il primo ordine di palchi e, essendo di ampiezza ed altezza maggiore rispetto ai normali palchetti, solitamente si sviluppa verticalmente fino a coprire l'altezza di due o più ordini. L'aggettivo "reale" indica la sua funzione: essendo la struttura del teatro all'italiana pensata per rispecchiare l'ordine sociale che utilizzava il teatro come salotto, il palco reale accoglieva il monarca e i componenti della famiglia reale quando questi presenziavano alle rappresentazioni. Non era comunque l'unico posto ove i regnanti potevano sedere a teatro: spesso la barcaccia o i palchi di proscenio, posti in prossimità del palcoscenico, permetteva una migliore visibilità.
Finemente decorati e stuccati, i palchi reali portavano lo stemma della casata regnante a completamento dell'arcata che li incorniciava: spesso, un drappo appeso al reggipetto ne ripeteva il blasone. 
Con la progressiva trasformazione degli stati da monarchie a repubbliche, l'usanza di costruire teatri all'italiana cessò completamente: gli unici esempi di palchi reali a noi giunti sono quelli dei teatri antichi ancora funzionanti. Inoltre, la presenza dei palchi reali vi è solo nelle strutture di una certa grandezza. Oggigiorno, dove il palco reale non è conservato nella sua originaria struttura, è possibile che le alte cariche dello Stato prendano posto in tale luogo per presenziare ad eventi culturali.